# 梅塔河
6°11′43″N 67°27′23″W / 6.19517°N 67.4564°W

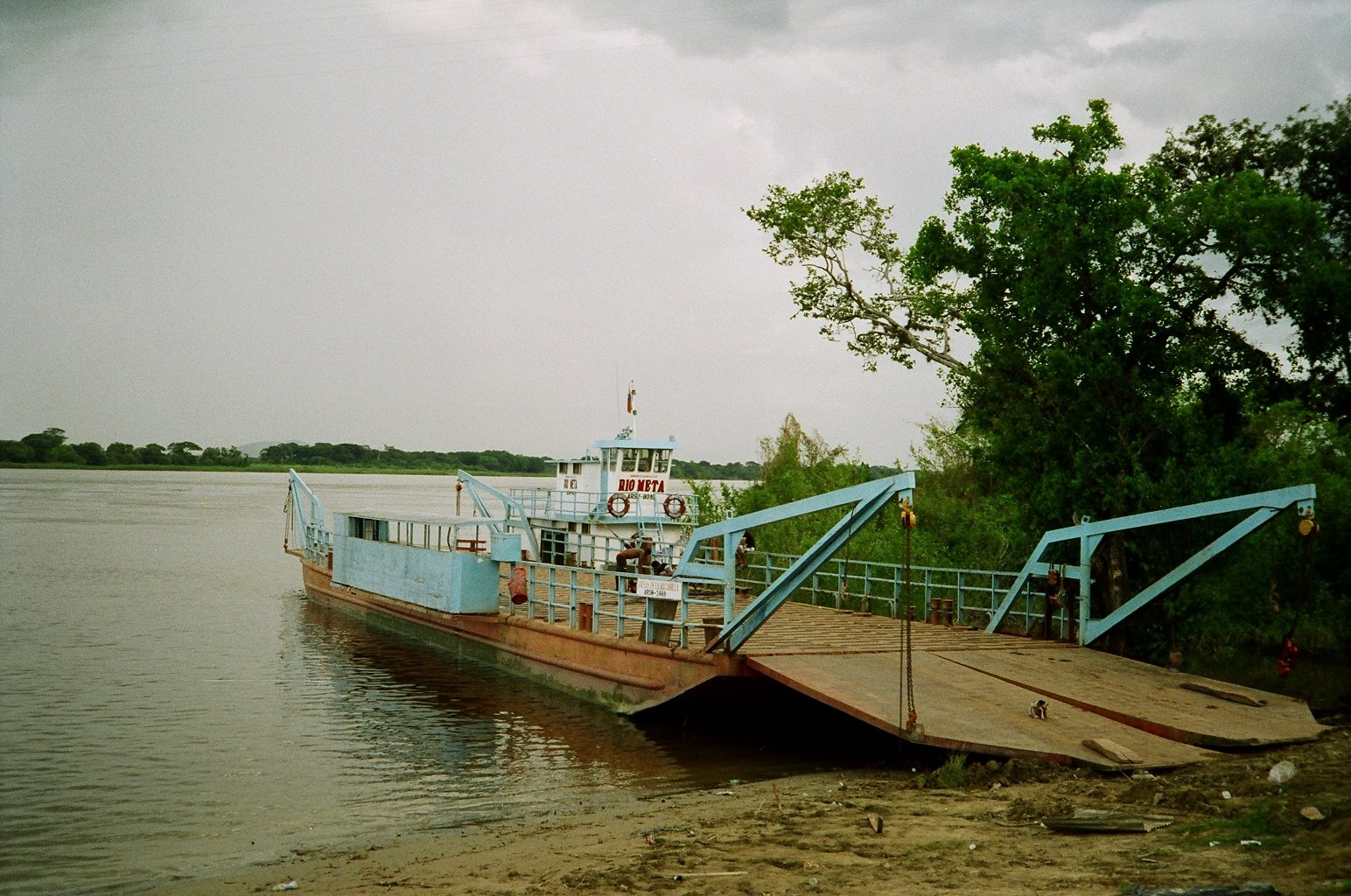

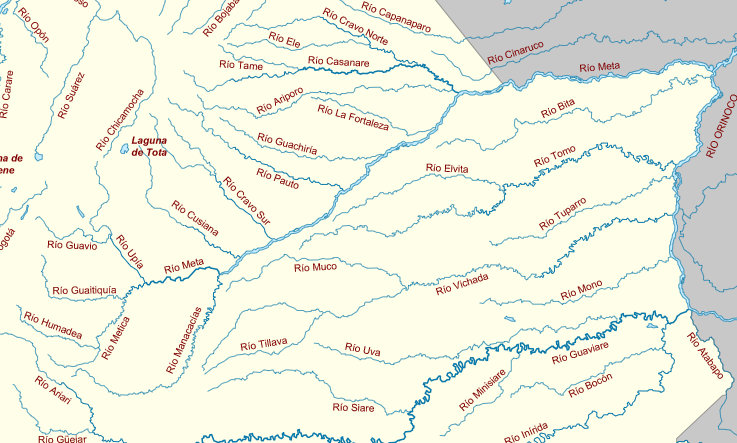
梅塔河及其支流

梅塔河是哥倫比亞的河流，由梅塔省負責管轄，河道全長804公里，集水區面積約93,800平方公里，最終在卡雷尼奧港注入奧里諾科河。